# Organopoda orbiculata
Organopoda orbiculata är en fjärilsart som beskrevs av Louis Beethoven Prout 1938. Organopoda orbiculata ingår i släktet Organopoda och familjen mätare. Inga underarter finns listade i Catalogue of Life.